# Vřed buruli
Vřed buruli (známý také jako bairnsdaleský vřed, searlský vřed nebo daintreeský vřed) je infekční onemocnění zapříčiněné nákazou Mycobacterium ulcerans. Raná fáze infekce je charakteristická vznikem nebolestivého uzlíku nebo otoku. Z tohoto uzlíku se může stát vřed. Vřed může být větší uvnitř než na povrchu pokožky a v jeho okolí může být kůže oteklá. S tím, jak se onemocnění zhoršuje, může dojít k infekci kosti. Vředy buruli nejběžněji postihují ruce a nohy; horečka není běžná.
M. ulcerans uvolňuje toxin známý jako mykolakton, který oslabuje fungování imunitního systému a má za následek odumírání tkáně. Bakterie ze stejného rodu rovněž způsobují tuberkulózu a lepru (M. tuberculosis a M. leprae). Způsob šíření onemocnění není známý. V šíření mohou hrát roli vodní zdroje. V roce 2013 nebyla vyvinuta žádná účinná vakcína.
V případě včasného zahájení léčby jsou antibiotika podávaná po dobu osmi týdnů účinná v 80 % případů. Léčba často zahrnuje podávání léků rifampicin a streptomycin. Namísto streptomycinu se někdy podává clarithromycin nebo moxifloxacin. Mezi další způsoby léčby se může řadit vyříznutí vředu. Po vyléčení infekce na místě obvykle zůstává jizva.
Vředy buruli se nejběžněji vyskytují ve venkovských oblastech subsaharské Afriky, zvláště na Pobřeží slonoviny, ale mohou se vyskytnout i v Asii, západním Tichomoří a v Amerikách. Případy nákazy se vyskytly ve více než 32 zemích. Každoročně se objeví přibližně pět až šest tisíc případů. Onemocnění postihuje také řadu druhů zvířat. Prvním, kdo vředy buruli popsal, byl v roce 1897 Albert Ruskin Cook.